# Lithiémie
La lithiémie ou lithémie est le taux de lithium dans le sang.
Ce taux est à contrôler notamment lors de la prise de sels de lithium (normothymiques utilisés dans le traitement des troubles bipolaires en psychiatrie). La lithiémie (ou lithémie) doit être comprise entre 0,6 et 1,5 mmol/l de sang.